# Bois des Pins
Le Bois des Pins est le principal espace vert de la ville de Beyrouth au Liban.
C'est un triangle de 30 hectares bordé à l'ouest par le quartier Qasqas (majorité sunnite), au Nord-Est par la Résidence des Pins (résidence de l'ambassadeur de France), l'hippodrome et le quartier chrétien de Badaro et, au sud-est, par les communes de banlieue Ghobairi et Chiyah (majorité chiite).
Entièrement dévasté par le feu durant l'invasion israélienne au Liban de 1982, le Bois des Pins est réhabilité et transformé en espace vert urbain à partir de 1992 à l'initiative du conseil régional d'Île-de-France.
Le Bois des Pins est actuellement géré par la municipalité de Beyrouth.

## Histoire
Beyrouth est demeuré, jusqu'au milieu du XIXe siècle, cantonné pour l'essentiel dans le périmètre de l'actuel centre-ville, qui était celui de la ville romaine et de la médina arabe. Les alentours étaient composés de vergers et de dunes de sable plantées d'oliviers, de pins et de figuiers de Barbarie.
L'actuel Bois des Pins faisait partie des pinèdes de cette époque.
Avec le développement urbain de la ville, des quartiers nouveaux sont apparus : Mazraa, Moussaitbé, Basta, dont les habitants fréquentaient la pinède pour leurs promenades. En 1915, Azmi Bey, wali ottoman de Beyrouth, y fait édifier le casino Azmi qui deviendra le cercle du Parc après la guerre, puis la résidence des Pins de l'ambassadeur de France. En 1921, l'hippodrome était inauguré face au bâtiment.
Un arrêté de la municipalité de Beyrouth daté du 30 décembre 1968 a dressé le programme d'aménagement du Bois des Pins, délimité dans le triangle de 30 hectares d'aujourd'hui. Ce programme a connu un début de réalisation (clôture, toboggans, ..) dans les années 1970, mais la guerre civile qui éclate en 1975 en a arrêté la mise en œuvre.
Le Bois des Pins a fait partie de la « ligne de démarcation » désignée sous le nom de « Ligne verte » qui séparait les belligérants de la guerre civile libanaise entre 1975 et 1990.
En 1982, lors de l'invasion israélienne, des combats de part et d'autre du Bois des Pins ont déclenché des incendies qui ont détruit l'ensemble du couvert végétal.
Fin 1990, à la sortie de la guerre civile, le Bois des Pins se présentait comme un terrain plat parsemé d'arbres calcinés.
En 1992, un don du Conseil régional d'Île-de-France a permis de lancer un plan d'aménagement ambitieux du parc, qui a été mis en œuvre par le Conseil du développement et de la reconstruction (CDR) du Liban.
En 1998, la toute nouvelle municipalité de Beyrouth a pris le relais pour gérer et poursuivre l'aménagement du Bois des Pins.

## Les acteurs actuels du projet d'aménagement
La coopération entre la Région Ile-de-France et Beyrouth continue à accorder au projet du Bois des Pins une place centrale. Les acteurs ont changé depuis le démarrage du projet en 1991. Ce sont aujourd'hui principalement :
- Bilal Hamad, Président du Conseil municipal de la ville de Beyrouth
- Philippe de Bustros, Adjoint chargé des espaces verts à la municipalité
- Rachid Achkar, Adjoint chargé des relations internationales à la municipalité de Beyrouth
- Jean-Paul Huchon, Président du Conseil régional d'Ile-de-France

## Les acteurs initiaux du projet d'aménagement

### Acteurs institutionnels
Le Bois des Pins de Beyrouth aurait pu connaître un destin très différent à la sortie de la guerre civile libanaise fin 1990, les espaces verts n'étant pas prioritaires dans la politique de reconstruction qui avait été mise en place.
C'est un concours de circonstances et l'action de quelques acteurs clés qui a conduit au sauvetage et à l'aménagement de ce grand espace vert urbain :
- Pierre-Charles Krieg, Président du Conseil régional d'Ile-de-France entre 1988 et 1992, et aussi maire du 4e arrondissement de paris avait émis le souhait de faire intervenir cette collectivité au Liban à la sortie de la guerre fin 1990. Il avait fait voter les crédits nécessaires à l'opération, et conclu l'accord entre le Conseil régional d'Ile-de-France et le Conseil du Développement et de la Reconstruction (CDR) du Liban.
- Fouad Awada, urbaniste et architecte, en poste au cabinet du Président du Conseil régional d'Ile-de-France dans les années 1990. Il avait effectué la première mission d'identification du projet et des partenaires potentiels, obtenu un préaccord du CDR, imaginé la procédure de concours international et le montage opérationnel pour la mise en œuvre des crédits.
- Chiara Corazza, Directeur des Affaires Internationales au Conseil régional d'Ile-de-France jusqu'en 1999 avait assuré la coordination de l'opération avec tous les acteurs concernés. Elle avait inscrit ce projet dans le cadre d'une coopération plus vaste incluant notamment la formation du personnel municipal, de futurs gestionnaires d'entreprise, d'informaticiens, ainsi que le soutien à Saint Joseph et la contribution à l'ouverture de l'École Supérieure des affaires (ESA). Elle avait aussi négocié l'accord de coopération avec la future Municipalité de Beyrouth dès sa mise en place en 1998.
- Al Fadl Chalak, Président du Conseil du Développement et de la Reconstruction (CDR) du Liban à la sortie de la guerre civile. Il avait accueilli favorablement l'idée de l'opération Bois des Pins, signé l'accord avec Pierre-Charles Krieg et mis en œuvre la réalisation du projet.
- Wafaa Charafeddine, Urbaniste, alors chargée de mission au CDR, a été la personne chargée de l'ensemble du dossier de réalisation.
- Léna Hraoui, alors conseillère en communication à l'Ambassade du Liban en France. Elle a facilité les déplacements, les rencontres, et la conclusion des accords.(a note qu'elle a reçu en 1996 la distinction de la courtoisie française des mains de albert de smet éminent journaliste de la bande fm des radios de Paris sont parrain et du président Gabriel Desprat : voir article dans le magazine libanais prestige)
- Jacques Courbin, alors Premier conseiller à l'Ambassade de France au Liban. Il a joué un rôle symétrique à celui de Léna Hraoui.

### Acteurs techniques
- Christian Thibault, Ingénieur horticole de l'IAURIF, qui a mis au point le dossier de consultation pour le concours de conception
- Xavier de Buyer, Ingénieur du GREF, alors Directeur de l'Agence des Espaces Verts de la Région Ile-de-France, qui a été le conseiller technique principal du projet pour le compte de la Région Ile-de-France
- Jacques Sgard, Paysagiste français qui a imaginé le nouvel aménagement du Bois des Pins
- Pierre Neema, Architecte libanais, associé de Jacques Sgard pour le projet
- Entreprise Layoun, Entreprise qui a réalisé le projet

## Galerie d'images

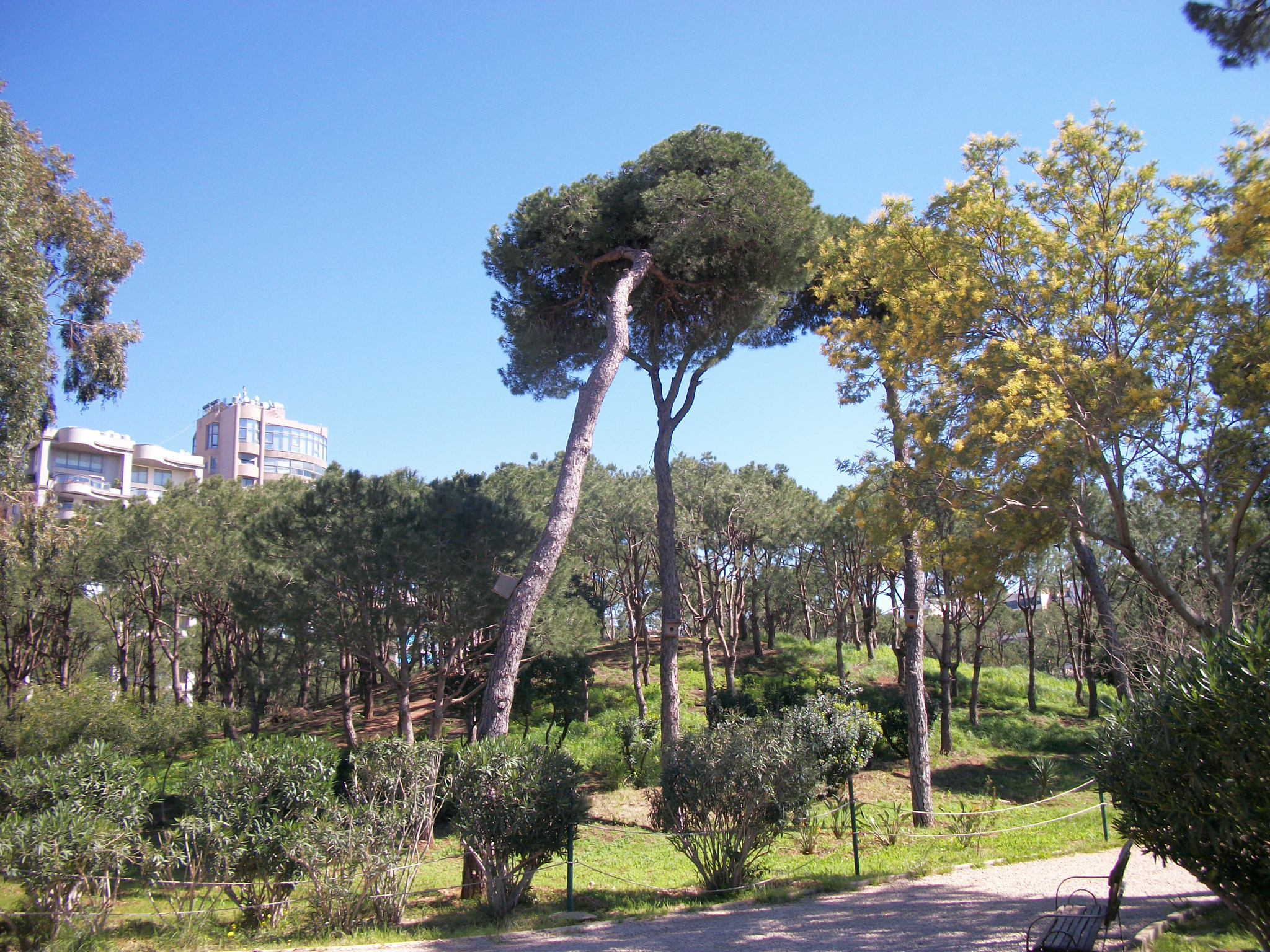
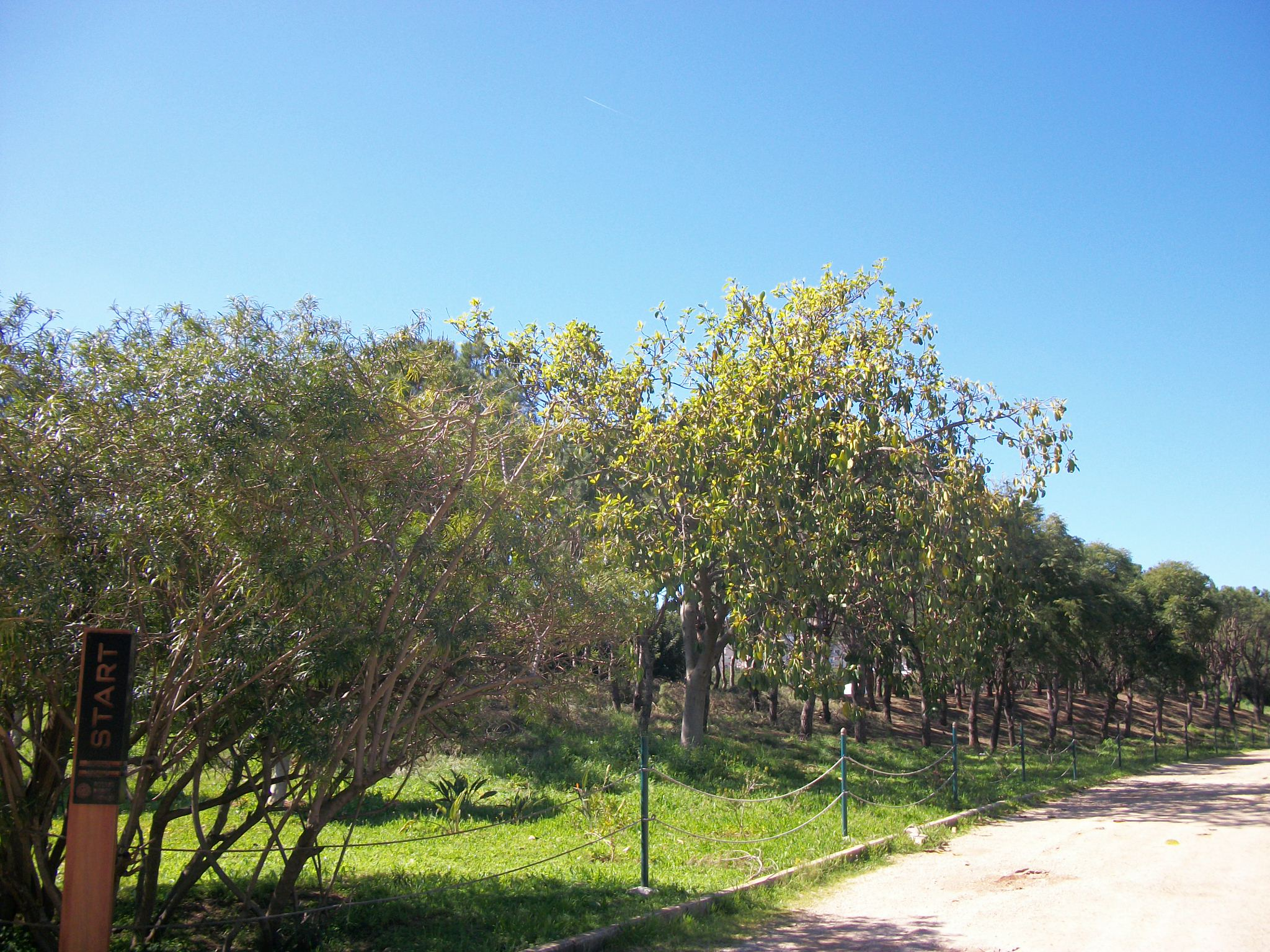
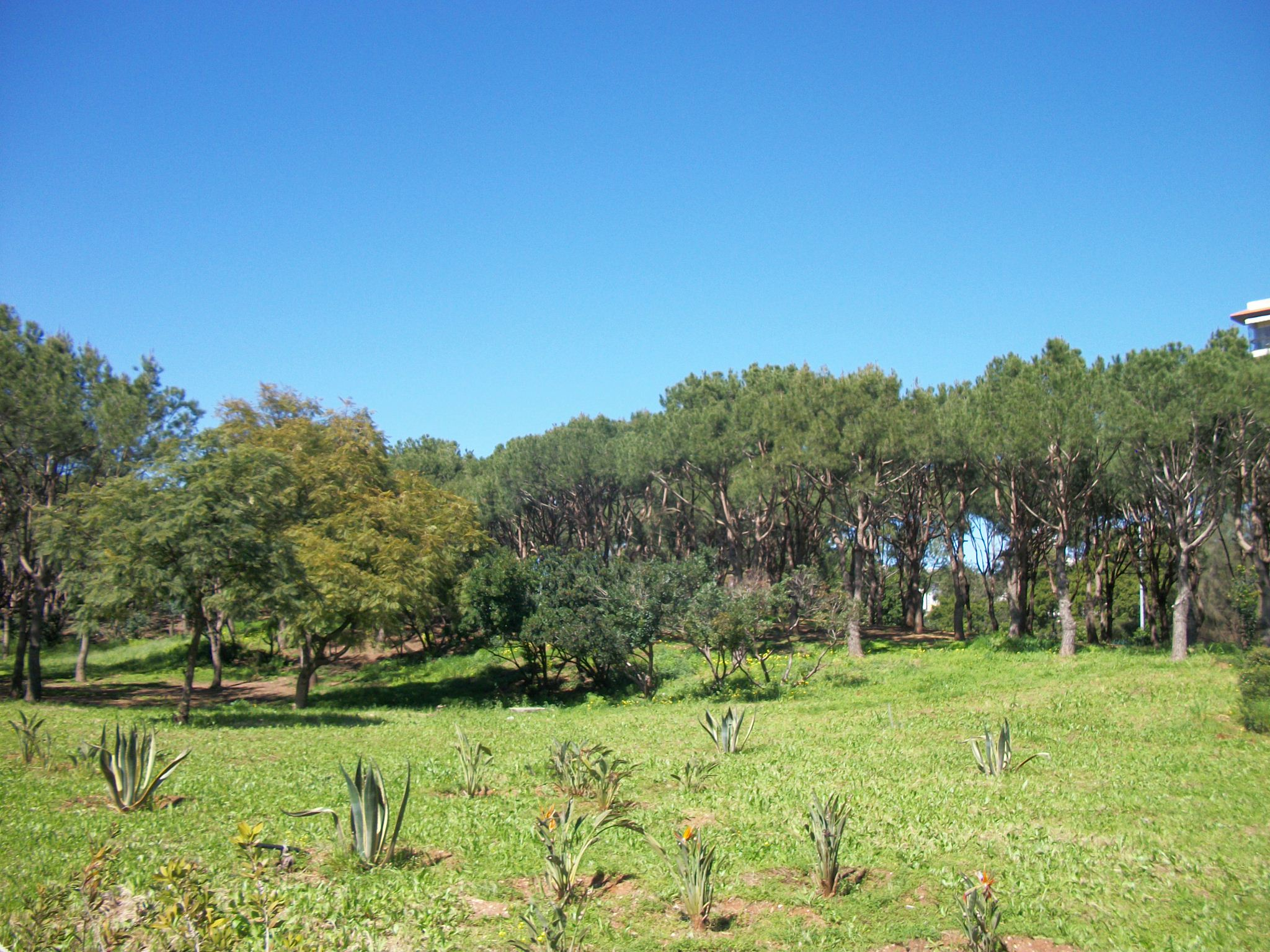
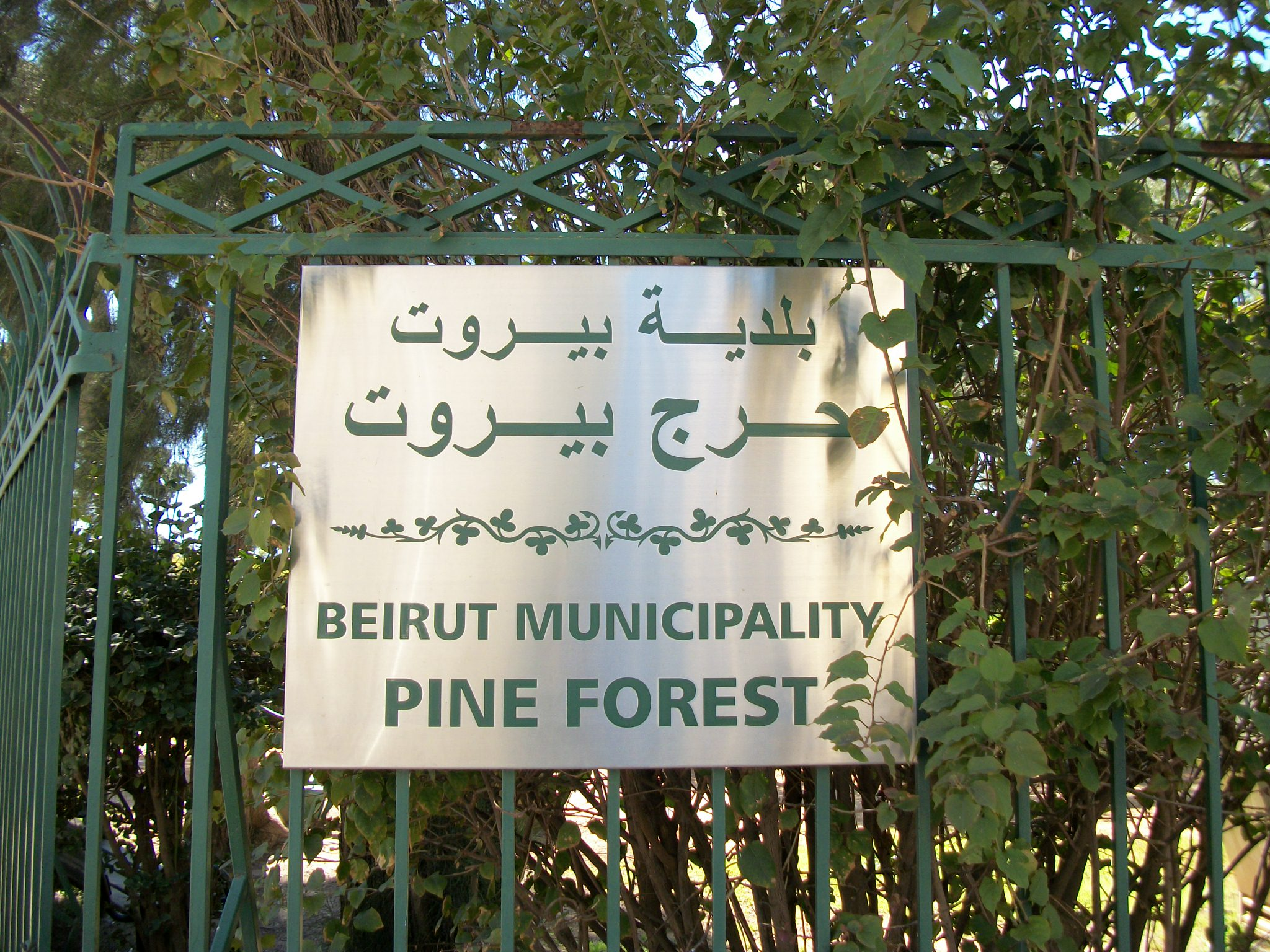
Panneau d'informations à l'entrée du parc de Badaro
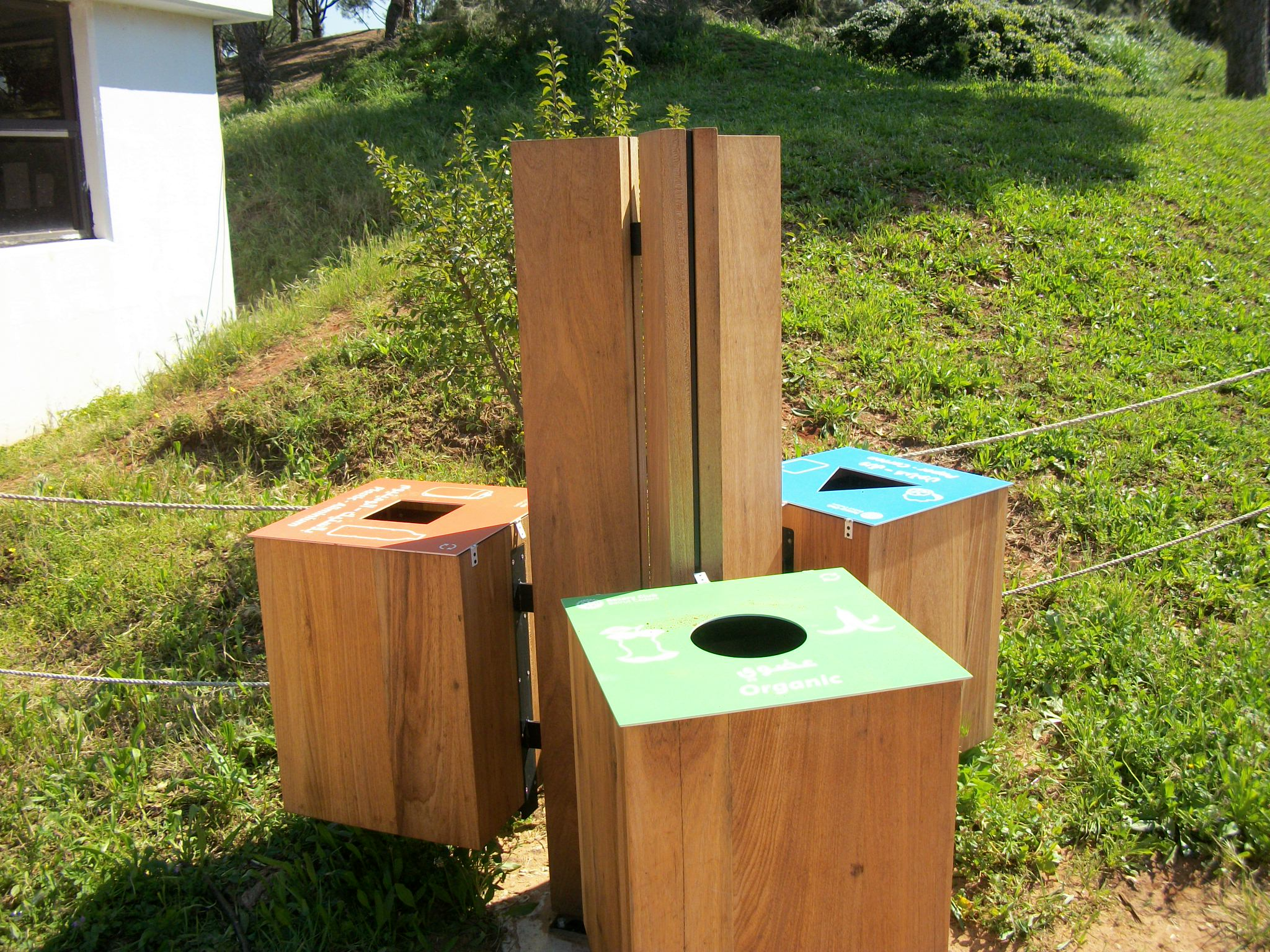
Nouvelle poubelle de tri sélectif au centre du parc
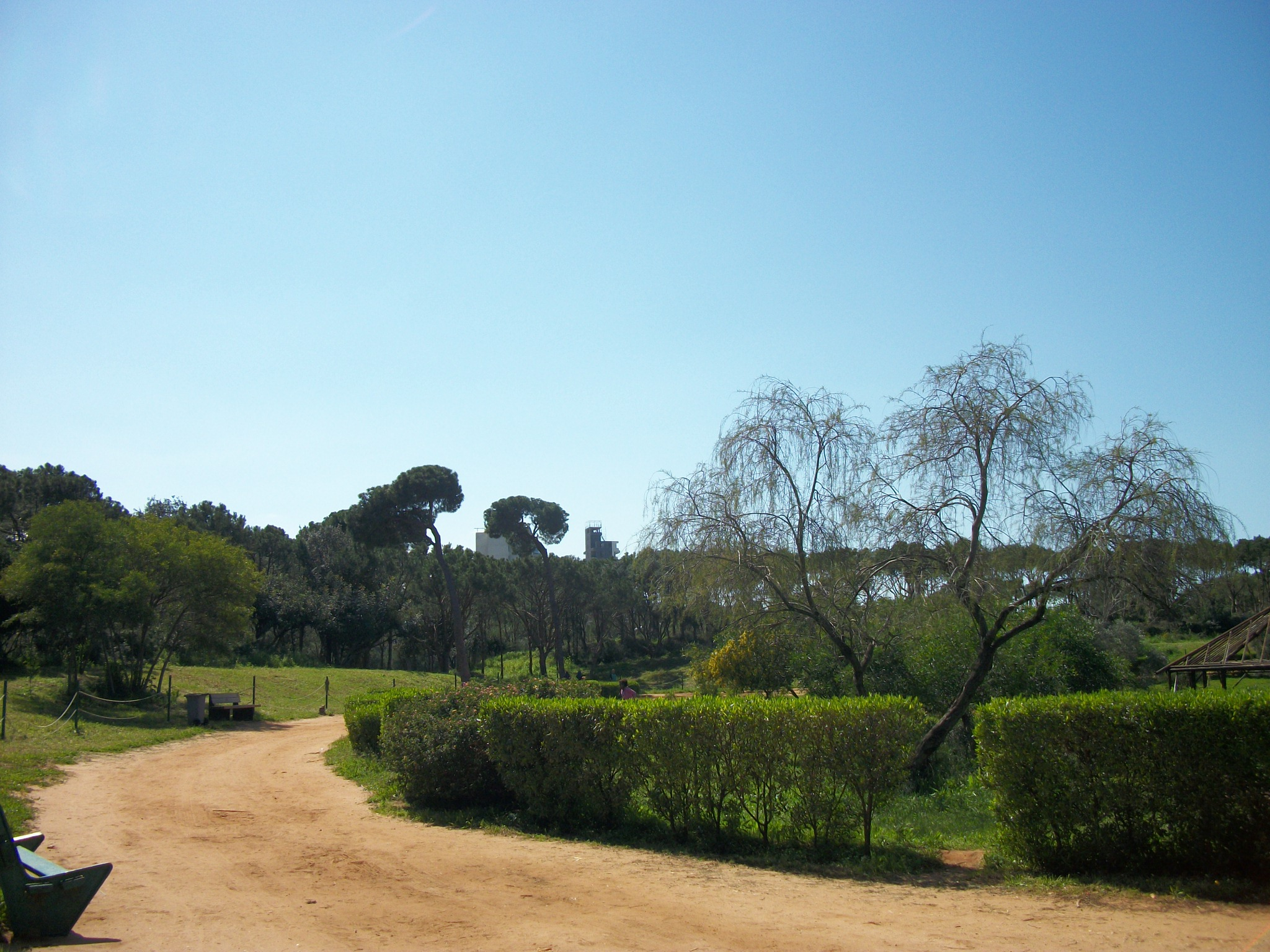
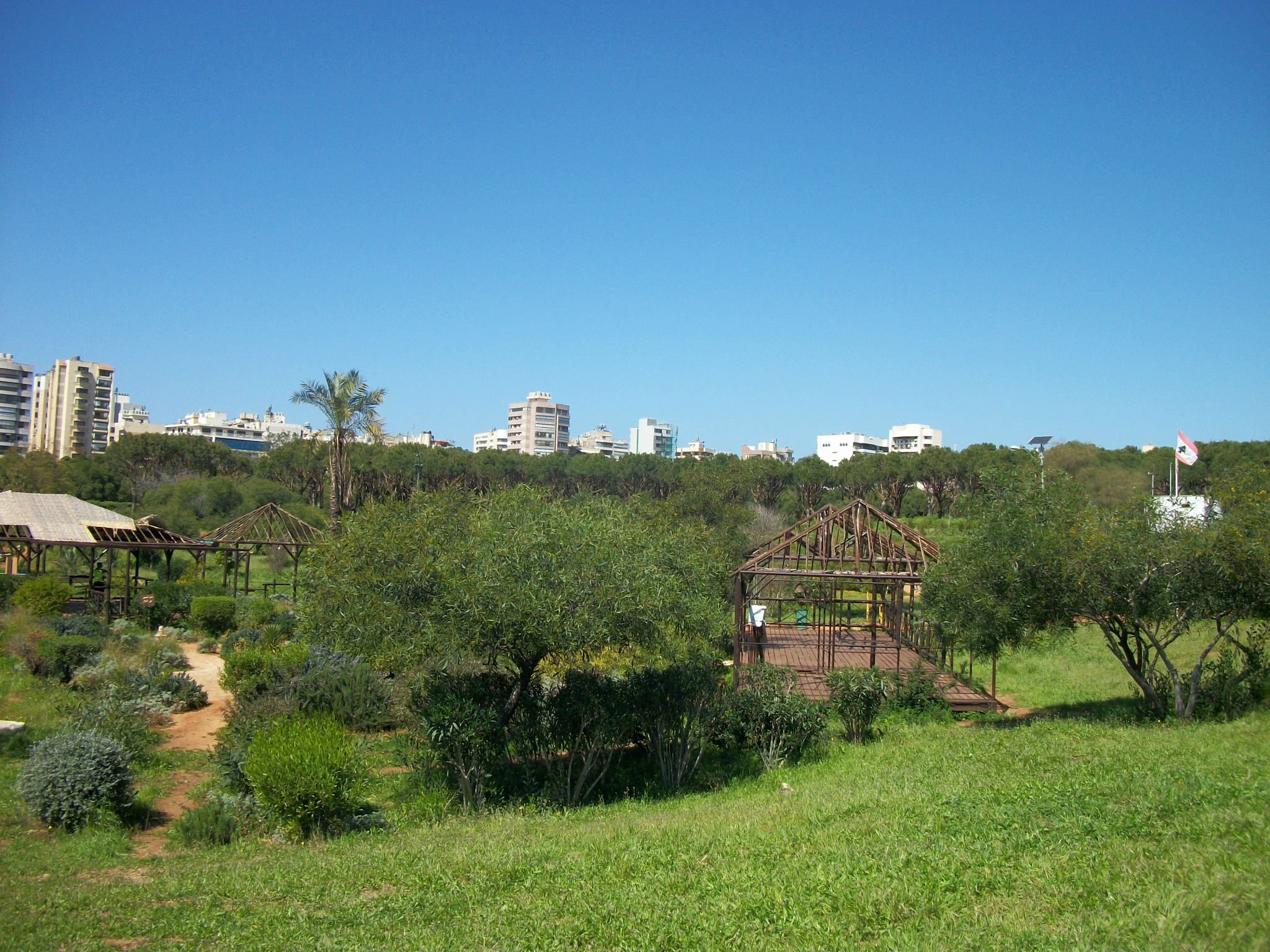
Centre du parc